# Фторид-оксид актиния
Фтори́д-окси́д актиния — Ac(O)F, смешанное соединение актиния с кислородом и фтором. Представляет собой бесцветные кубические кристаллы, решётка типа флюорита.

Впервые был описан в 1950 году. Получен нагреванием фторида актиния с водяными парами и аммиаком при 900—1000 °C:
{\displaystyle {\mathsf {AcF_{3}+2NH_{3}+H_{2}O=Ac(O)F+2NH_{4}F}}}